# Gudadanhal, Lingsugur
Gudadanhal là một làng thuộc tehsil Lingsugur, huyện Raichur, bang Karnataka, Ấn Độ.